# 2484 Parenago
A 2484 Parenago (ideiglenes jelöléssel 1928 TK) a Naprendszer kisbolygóövében található aszteroida. Grigory Neujmin fedezte fel 1928. október 7-én.